# 星刺锥
星刺锥（学名：Castanopsis stellatospina）为壳斗科锥属下的一个种。

## 扩展阅读
- 維基物種上的相關：星刺锥